# Netvibes
Netvibes è un portale web personalizzabile basato sull'aggregazione on-line di feed RSS, che utilizza la tecnologia AJAX per i propri contenuti interattivi.
È stato lanciato il 15 settembre 2005 da una startup francese, con sedi a Parigi e Londra, fondata da Tariq Krim e Florent Frémont.
Sul sito viene proposta all'utente una pagina web che potrà in seguito essere personalizzata con l'aggiunta di widget che hanno funzioni diverse: dalla lettura di feed RSS, ai motori di ricerca, previsioni meteo ecc. La community di netvibes è molto attiva e sviluppa in continuazione nuovi widget, che possono essere trovati nell'"ecosistema Netvibes".
Recentemente sono proposti anche degli "Universi Netvibes" che permettono agli utenti di aggiungere del contenuto specifico (Star, siti di informazione, aziende).